# Karri Pajarinen
Karri Pajarinen (* 5. Oktober 1998 in Espoo) ist ein finnischer American-Football-Spieler auf der Position des Runningbacks.

## Werdegang
Pajarinen begann im Alter von 13 Jahren bei den Helsinki Roosters mit dem American Football. In der Jugend gewann er mehrere Titel, wurde mehrfach ausgezeichnet und spielte in der Junioren-Nationalmannschaft. 2016 zeichnete ihn der finnische Verband SAJL als Jugendspieler des Jahres aus. 2015/16 besuchte Pajarinen die Northwestern High School in Ohio und lief dort auch für die Huskies auf.
In der Vaahteraliiga-Saison 2016 debütierte Pajarinen auf Herrenebene. Er erlief in sieben Spielen einen Raumgewinn von 390 Yards für fünf Touchdowns und wurde schließlich mit den Roosters finnischer Meister. Auch in den folgenden drei Jahren gewann er den Meistertitel. Darüber hinaus feierten die Roosters 2017 auf internationaler Ebene den Sieg im NEFL Bowl. 2019 verzeichnete Pajarinen 846 Rushing Yards sowie insgesamt neun Touchdowns in acht Spielen. Im Januar 2022 gaben die Potsdam Royals aus der German Football League (GFL) die Verpflichtung Pajarinens bekannt. Als Leistungsträger mit 1301 Rushing Yards und 17 Touchdowns in elf Spielen verhalf er den Royals zur Vizemeisterschaft. Nach Abschluss der regulären Saison war er bereits in das All-Star Team gewählt worden.
Für die Saison 2023 der European League of Football (ELF) unterschrieb Pajarinen einen Vertrag bei den Vienna Vikings, die als Titelverteidiger die Saison bestritten. Nach seiner zweiten Saison in Wien wurde Pajarinen in das zweite ELF All-Star Team gewählt.
Nationalmannschaft
Pajarinen debütierte 2017 in der finnischen Nationalmannschaft. Mit dieser gewann er 2018 und 2021 jeweils die Bronzemedaille bei der Europameisterschaft.

## Privates
Pajarinen besuchte das Mäkelänrinne Sportgymnasium und die Sportschule der Streitkräfte („Puolustusvoimien urheilukoulu“).